# Habras Construtora e Incorporadora
A Habras Construtora e Incorporadora é uma empresa brasileira que atua nos segmentos de construção civil, incorporação e mercado imobiliário, especializada no desenvolvimento de projetos residenciais verticais e horizontais, com forte presença no estado de São Paulo, operando em 13 cidades atualmente.

## História
Fundada em 2016 por Pedro Alves, Michaël Lacanal e Marcos Vinícius, a empresa busca aliar qualidade construtiva a preços competitivos, atendendo tanto a programas habitacionais populares quanto ao mercado de médio padrão.
Desde sua fundação, a Habras lançou 25 empreendimentos. A empresa está presente nas seguintes cidades:
- Atibaia[10][11]
- Carapicuíba
- Embu Guaçu
- Ferraz de Vasconcelos[12][13]
- Guarulhos
- Itaquaquecetuba
- Lorena
- Nova Iguaçu
- Santana de Parnaíba
- São Paulo[14]
- Suzano
- Mogi das Cruzes
- Santos

## Números
Em 2024, a Habras expandiu suas operações, registrando um Valor Geral de Vendas (VGV) acumulado de R$ 380 milhões em lançamentos. Para 2025, a expectativa é de um crescimento de 115%, com VGV superior a R$ 800 milhões em futuros lançamentos.
Atualmente, a Habras conta com mais de 8 mil clientes ativos e 2.795 unidades entregues. São mais de 20 mil unidades em desenvolvimento e 3.469 unidades em construção. A companhia conta com mais de 300 funcionários.

## Marcas do grupo
Além da atuação como incorporadora e construtora, a Habras conta com empresas especializadas. A Mako Construtora foi criada para transformar projetos de construção civil em realidade, aplicando técnicas modernas de alinhadas às demandas do mercado.
Já a Habras Instal é a instaladora própria do grupo, responsável por serviços de elétrica, hidráulica e serralheria. Sua atuação visa a redução de custos, a otimização de recursos e a garantia de instalações mais seguras e sustentáveis, assegurando maior qualidade e eficiência nos empreendimentos da Habras.

## Obras em destaque
A Habras destaca-se por empreendimentos que combinam inovação e qualidade como o Vila Marina Residencial, em Suzano. Localizado a aproximadamente 2,5 km da Estação Suzano da CPTM, o projeto oferece conveniência de transporte aos moradores. O Vila Marina é um exemplo notável de retrofit com revitalização completa das fachadas das torres existentes e de toda a área comum atual. Essa transformação preserva a estrutura original, ao mesmo tempo em que moderniza o empreendimento, trazendo mais conforto, praticidade e valorização para as unidades de 65 m², que contam com três dormitórios.
Já o Natur Residencial, situado em Atibaia-SP, na Avenida São João, uma das principais entradas da cidade, introduziu um novo conceito de moradia na região. Com 332 unidades variando de 50 a 73 m², todas com dois dormitórios, o empreendimento oferece infraestrutura completa de lazer, incluindo piscina, salão de festas, espaço fitness e coworking, atendendo às necessidades contemporâneas de seus futuros moradores.

## Premiações e certificações
A Habras possui diversas certificações e reconhecimentos que atestam seu compromisso com a qualidade e sustentabilidade. Entre eles, destacam-se:
- Selo Verde: concedido a empresas que adotam práticas ambientalmente responsáveis;
- 42º lugar no Ranking INTEC de 2025, que avalia as principais construtoras do país;[26]
- Selo PBQP-H Nível A, que certifica a conformidade com o Programa Brasileiro da Qualidade e Produtividade do Habitat;
- 12° lugar no ranking TOP Imobiliário 2024, que destaca as empresas de maior relevância no setor;
- Certificação ISO 9001, que assegura a padronização e 2eficiência dos processos de gestão da qualidade.

## Área de atuação
A Habras concentra suas operações na região do Alto do Tietê, área estratégica que engloba municípios como Mogi das Cruzes Suzano e Itaquaquecetuba. Essa região tem apresentado crescimento significativo, e a atuação da Habras visa suprir a demanda por moradias de qualidade, contribuindo para o desenvolvimento local e oferecendo soluções habitacionais que atendem às necessidades da população.